# Henri de Lubac
Henri de Lubac, S.J. (Cambrai, 20 februari 1896 – Parijs, 4 september 1991) was een Frans jezuïet en theoloog.
Hij voegde zich bij de jezuïeten te Lyon op 9 oktober 1913.
Tijdens de Eerste Wereldoorlog, diende hij in het Franse leger en liep toen zware verwondingen op. Hij studeerde in de jezuïetenhuizen van Jersey en Fourvière en behaalde daarna zijn doctoraatsdiploma in theologie in Rome.
Hij werd tot priester gewijd op 22 augustus 1927 en vervolgde daarna zijn studies te Rome tot in 1929. Vervolgens vertrok hij naar Lyon waar hij aan de plaatselijke universiteit geschiedenis en theologie doceerde tot 1961, met een onderbreking tussen 1950 en 1954. In 1946 publiceerde De Lubac Surnaturel: études historiques. In dit boek besprak hij kritisch de scheiding tussen natuur en bovennatuur. De generaal van de jezuïeten nam hem daarop zijn leerstoel af, wegens de aanklacht van (neo-)modernisme. Er volgde voor hem echter spoedig eerherstel. De Lubac wijdde zich toen toe aan de bestudering van het boeddhisme. Zowel Jean Daniélou als Hans Urs von Balthasar zijn door hem onderwezen. De Lubac behoorde met hen en andere theologen tot de stroming van de Nouvelle Théologie. De veranderingsgezinde paus Johannes XXIII benoemde Lubac, die ook hervormingen en moderniseringen verlangde, in 1959 tot adviseur voor het Tweede Vaticaans Concilie. Paus Paulus VI benoemde hem in 1965 tot consultor van het secretariaat voor de niet-christelijke religies. Hij richtte in 1972 samen met Hans Urs von Balthasar en Joseph Ratzinger het tijdschrift Communio op.
De Lubac werd kardinaal gecreëerd door paus Johannes Paulus II op 2 februari 1983. Hij stierf op 4 september 1991 in Parijs en werd begraven op het kerkhof Vaugirard in Parijs.

## Proces om zaligverklaring
In april 2023 hebben de Franse bisschoppen na hun voorjaarsoverleg aangekondigd dat er een proces wordt geopend voor de zaligverklaring van De Lubac.